# Inchmartine House

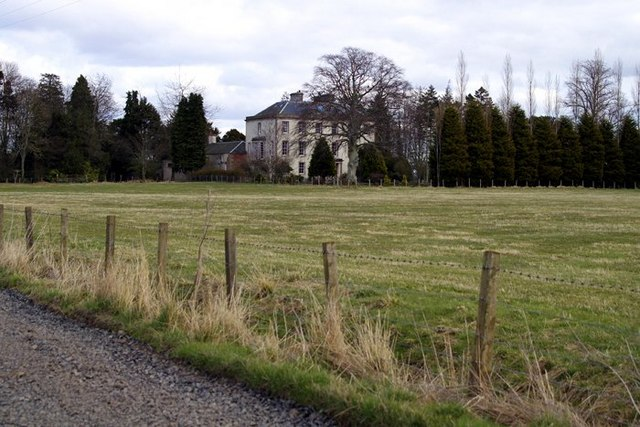
Inchmartine House

Inchmartine House ist ein Herrenhaus nahe der schottischen Ortschaft Inchture in der Council Area Perth and Kinross. 1971 wurde das Bauwerk in die schottischen Denkmallisten in der höchsten Denkmalkategorie A aufgenommen.

## Geschichte
Es war der schottische König Wilhelm der Löwe, der im Mittelalter die Länderei Inchmartine in die Hände seines Bruders David, Earl of Huntingdon legte. Später gehörte sie John de Inchmartine, dem damaligen Sheriff von Perthshire. Wahrscheinlich war Inchmartine zu diesem Zeitpunkt jedoch noch nicht Standort eines Herrensitzes.
Inchmartine House entstand im Jahre 1643, als man mit der Trockenlegung des Gebiets begann. Um das Jahr 1800 wurde Inchmartine House überarbeitet. Im Laufe des Jahrhunderts bewohnte James Vaughan Allen das Anwesen, dessen Frau Barbara Arbuthnott das bekannte Buch „The Henwife“ verfasste und königliche Beraterin für die Hühnerhaltung war. Nach 1889 wurde das Herrenhaus aus dem Anwesen herausgelöst und an den Tee- und Gummiplantagenbesitzer James Adam Hunter veräußert. Im frühen 20. Jahrhundert wurde es dann in mehrere Wohnungen unterteilt. Um 1960 wurde diese Unterteilung wieder aufgelöst.

## Beschreibung
Das dreistöckige Herrenhaus steht isoliert rund zwei Kilometer westlich von Inchture. Seine Fassaden sind mit Harl verputzt, wobei Natursteindetails abgesetzt sind. Die südwestexponierte Hauptfassade des klassizistisch ausgestalteten Inchmartine House ist sechs Achsen weit. Mittig tritt ein Portikus mit vier Säulen heraus. Entlang der Fassaden sind teils gekuppelte, 8- bis 12-teilige Sprossenfenster eingelassen. Das abschließende Plattformdach ist mit grauem Schiefer eingedeckt. Das Mauerwerk der beiden zweistöckigen Flügel, die rückwärtig abgehen, besteht aus Bruchstein.